# Hornera ramosa
Hornera ramosa is een mosdiertjessoort uit de familie van de Horneridae. De wetenschappelijke naam van de soort is voor het eerst geldig gepubliceerd in 1887 door MacGillivray.